# MASS COMMUNICATION BREAKDOWN
『MASS COMMUNICATION BREAKDOWN』（マス コミュニケーション ブレイクダウン）は、1986年（昭和61年）10月25日にリリースされた日本のヒップホップアーティスト・President BPM（プレジデント・ビーピーエム）のデビューシングルである。

## 概要
1986年、SIXTY RECORDS内に新レーベル「BPM」を設立した近田春夫は、自ら、President BPMを名乗り、ヒップホップの楽曲制作に入った。本シングル『MASS COMMUNICATION BREAKDOWN』は、同年10月25日にリリースされた。リリースナンバーは12SL-2であった。
作詞作曲編曲のクレジットは、Tikadaharo名義であるが、これは近田春夫である。
参加アーティストは、PINKからは福岡ユタカと岡野ハジメ、EARTHSHAKERからはSHARA（石原慎一郎）、TINNIE PUNXからは藤原ヒロシと高木完、そしてジョージ・ミュージックである。
ブレイクビーツに、筒美京平が作曲した平山みき『真夏の出来事』（1971年）の導入部を引用している。また、本シングルのタイトルはレッド・ツェッペリンのシングル『Good Times Bad Times』（1969年）のB面で、アルバム『レッド・ツェッペリン I』（1969年）に収録された楽曲『Communication Breakdown』からの引用である。
本作は、1987年（昭和62年）6月5日に発売されたベスト盤『HEAVY』（LPレコード、CD）に収録されており、のちに1993年（平成5年）3月24日、SIXTY RECORDSからCD再発売されたが、現在廃盤である。

## 収録曲
1. MASS COMMUNICATION BREAKDOWN
  - 作詞・作曲・編曲Tikadaharo
2. MASS COMMUNICATION BREAKDOWN （Instrumental）
  - 作曲・編曲Tikadaharo

## 註
1. ↑  本シングル『MASS COMMUNICATION BREAKDOWN』（BPM、12SL-2、1986年10月25日）のジャケットの記述を参照。
2. ↑  石川誠壱のウェブサイト「近田春夫と私」の記述を参照。
3. ↑  #外部リンク内の「HEAVY」リンク先の記述を参照。